# لوپتو
 لوپتو  انیمیشنی ایرانی در ژانر کمدی و ماجراجویانه است، انیمیشن سینمایی «لوپتو» به کارگردانی عباس عسکری و تهیه‌کنندگی محمد حسین صادقی نخستین محصول سینمایی مرکز انیمیشن سازمان سینمایی سوره است که با تکنیک سه بعدی در استودیو فراسوی ابعاد، توسط هنرمندان کرمانی تولید شده است. این انیمیشن توانسته جایزه ویژه دبیر در جشنواره بین‌المللی فیلم‌های کودکان و نوجوانان و پروانهٔ زرین برای بهترین دستاورد فنی و هنری – بخش بین‌الملل را بدست آورد و به دهمین جشنواره یونیورسال کیدز استانبول نیز راه یابد.

## فلسفه اسم
در گویش کرمانی «لوپتو» به اسباب بازی‌ها و عروسک‌های دست‌ساز گفته می‌شود که قدیم‌ها، مادرها برای فرزندان خود درست می‌کردند. در کل انیمیشن هم ماشین‌هایی با پلاک ۴۵ می‌بینیم که تأکیدی بر زیست‌بوم قصه شهر کرمان است.
به‌طور کلی فضا و جغرافیای انیمیشن سرشار از المان‌های بومی ایرانی است و این سبب می‌شود مخاطب در هرکجای دنیا وقتی «لوپتو» را می‌بیند با تصویر زیبا و رنگارنگی از کشور ایران روبه رو شود.

## خلاصه داستان
پدر علی در کارگاه لوپتو با یاد دادن ساخت اسباب بازی به بیمارانش، آن‌ها را درمان می‌کند. کارگاه اسباب‌بازی‌های خلاقانه لوپتو که بین کودکان ایرانی محبوبیت زیادی دارد با خرابکاری یک ناشناس تعطیل می‌شود. علی تلاش می‌کند پدرش را که ناامید شده است از این مخمصه نجات دهد ولی…

## صداپیشه‌ها
| صداپیشه                    |
| -------------------------- |
| حسین عرفانی                |
| علی اکبر منانی             |
| سعید شیخ‌زاده (مدیر دوبلاژ) |
| شوکت حجت                   |
| جواد پزشکیان               |
| علی اکبر تورجی             |
| حسن کاخی                   |
| امیر حسین اردشیری          |
| شهراد بانکی                |
| امیر حکیمی                 |
| ابراهیم شفیعی              |
| نازنین یاری                |
| شایان شامبیاتی             |

## گیشه
این فیلم تاکنون با بیش از ۱۸ میلیارد تومان فروش پس از بچه زرنگ، پرفروش‌ترین انیمیشن تاریخ ایران است؛ این انیمیشن در گیشه موفق ظاهر شد و به‌نوعی رقیب پسر دلفینی در گیشه محسوب می‌شود.